# Röslau
Röslau – miejscowość i gmina w Niemczech, w kraju związkowym Bawaria, w rejencji Górna Frankonia, w regionie Oberfranken-Ost, w powiecie Wunsiedel im Fichtelgebirge. Leży w Smreczanach, nad Ochrzą, przy linii kolejowej Rzym – Sztokholm.
Gmina położona jest 5 km na północny zachód od Wunsiedel, 25 km na południe od Hof i 30 km na północny wschód od Bayreuth.

## Dzielnice
W skład gminy wchodzą następujące dzielnice: 
- Bibersbach
- Bödlas
- Brücklas
- Dürnberg
- Grün
- Oberwoltersgrün
- Rauschensteig
- Röslau
- Rosenhof
- Thusmühle
- Unterwoltersgrün

## Historia
Miejscowość po raz pierwszy wzmiankowana jest w 1398 w pismach grafa Norymbergi Johanna III. W 1467 miejscowość przeszła w ręce hrabiów von Reitzenstein, następnie w 1488 stała się lennem Wilhelma von Schirnding.
W 1651 lenno Oberröslau przyznano Filipowi von Waldenfels. Dobrem rycerskim część Oberröslau stało się w 1754, i w połowie XIX wieku znów stało się miejscowością mieszczańską.
Osadę Ludwigsfeld założono w 1826, została przyłączona do Oberröslau w 1925. Podczas budowy linii kolejowej w latach 1875–1877 rozwinął się tu przemysł.
W 1956 do Oberröslau została przyłączona 600-letnia gmina Dürnberg. 1 stycznia 1966 połączono ze sobą gminy Oberröslau i Unterröslau.

## = Polityka
Wójtem jest Gerald Schade (CSU). Rada gminy składa się z 15 członków:
|      | CSU | SPD | Wolna Grupa Wyborcza | Razem     |
| 2002 | 5   | 7   | 3                    | 15 miejsc |

## Zabytki i atrakcje
- kościół ewangelicki z 1700
- wodospad Thus na Ochrzy, 28 m

## Osoby związane z gminą
- Johann Christian Wirth (ur. ? zm. 1836) teolog ewangelicki, pastor Röslau w latach 1818-1836